# Leon Wudzki

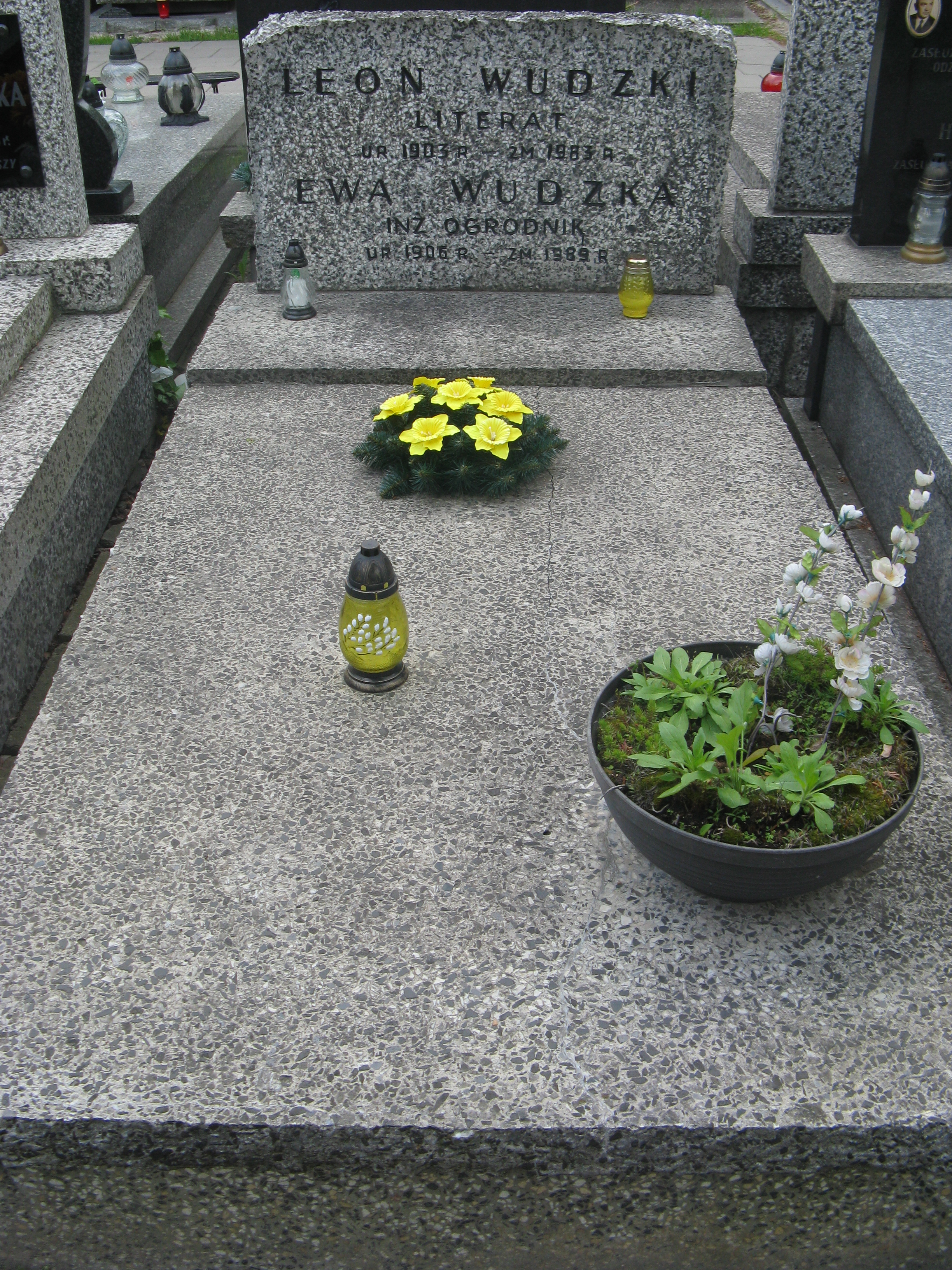
Grób Leona Wudzkiego na Cmentarzu Wojskowym na Powązkach

Leon Wudzki (ur. 23 sierpnia 1903 w Skarżysku-Kamiennej, zm. 15 kwietnia 1983 w Warszawie) – polski pisarz, działacz ruchu robotniczego.

## Życiorys
W 1920 został członkiem Polskiej Partii Socjalistycznej, w 1931 przeszedł do OMS „Życie”, aby w 1937 powrócić do PPS. W 1941 przystąpił do Polskich Socjalistów, w 1943 opuścił tę organizację aby zostać członkiem RPPS. Od 1944 do 1947 był posłem do Krajowej Rady Narodowej. W 1945 wszedł w skład Rady Naczelnej PPS oraz został burmistrzem Skarżyska-Kamiennej, w 1946 przeniósł się do Warszawy i przez dwa lata był członkiem Zarządu Stołecznego Przedsiębiorstwa Budowlanego. Od 1948 do 1954 był zastępcą członka Komitetu Centralnego Polskiej Zjednoczonej Partii Robotniczej, a od 1954 przez pięć lat należał do Centralnej Komisji Kontroli Partyjnej PZPR. Spoczywa na Cmentarzu Wojskowym na Powązkach (kw. 37D-2-2).
Autor powieści: 
- Jutro będzie lepiej;
- Kowale;
- Dziennik studenta.

## Odznaczenia
- Orderem Sztandaru Pracy II klasy
- Złota Odznaka honorowa „Za Zasługi dla Warszawy” (1967)[3]